# Polbrock
Polbrock – osada w Anglii, w Kornwalii. Leży 67 km na północny wschód od miasta Penzance i 347 km na zachód od Londynu.